# Maddie Fitzpatrick
Madeline "Maddie" Margaret Genevieve Miranda Catherine Fitzpatrick, gespeeld door Ashley Tisdale, is een personage uit de televisieserie The Suite Life of Zack and Cody. Ze beheert Camp Tipton Daycare Center. Ze is intelligent en werkt hard. London Tipton is bevriend met haar. Ze is de babysitter van Zack en Cody.

## Familie
| Naam                  | Acteur          | Relatie  |
| --------------------- | --------------- | -------- |
| Liam Fitzpatrick      | Cody Arens      | Broertje |
| Marily Fitzpatrick    | Kathryn Joosten | Oma      |
| Genevieve Fitzpatrick | Onbekend        | Zus      |
| Mrs. Fitzpatrick      | Onbekend        | Moeder   |